# Direction des transmissions
La Direction centrale des télécommunications et de l'informatique (DCTEI), située au Fort de Bicêtre sur la commune du Kremlin-Bicêtre (au sud de Paris), était la direction d'une des 5 chaînes de l'armée de terre française.
Créé le 1er avril 1992 par fusion de la Direction centrale des télécommunications (DCT) située au Kremlin-Bicêtre avec le Commandement et direction des transmissions de l'infrastructure de l'armée de Terre (CDTIAT) situé à Levallois-Perret.
Sa dissolution est effective depuis le 1er janvier 2006. Elle a laissé la place à la Direction interarmées des réseaux d'infrastructure et des systèmes d'information de la défense (DIRISI).